# Elena Vallortigara
Elena Vallortigara (Schio, 21 de septiembre de 1991) es una atleta italiana especializada en el salto de altura. Fue campeona nacional de salto de altura de Italia en 2018 y campeona nacional en el salto de altura en pista interior en 2020.

## Carrera
Comenzó a practicar atletismo en 1999, en las categorías de principiantes, a los ocho años de edad. Obtuvo su primera medalla de plata en el Campeonato nacional cadete de 2005, ganando al año siguiente su primer título a nivel nacional. En septiembre de 2006, ganó la final en los Juegos Deportivos de Estudiantes Nacionales en Lignano Sabbiadoro, estableciendo un nuevo récord de cadetes italianos con un salto de 1,85 metros.
En 2007 subió al podio en ambos campeonatos nacionales de Italia, consiguiendo el bronce en el salto de altura en pista cubierta y el oro al aire libre. Luego conseguiría el título de campeona juvenil europea en el Festival Olímpico de la Juventud Europea de Belgrado (Serbia). El 13 de julio de 2007 ganó la medalla de bronce en el salto de altura del Campeonato Mundial de Alevines en Ostrava (República Checa).
En los campeonatos juveniles de Italia de 2009 gana la medalla de oro, mientras que queda cuarta en los juniores nacionales en múltiples pruebas. En el Campeonato Europeo de Atletismo Sub-20 de Novi Sad (Serbia) quedaría en cuarto lugar, a poco de entrar en el podio, con un salto de 1,87 metros. Al año siguiente, en 2010, conseguiría una medalla de bronce en el Campeonato Mundial Junior de Atletismo celebrado en Moncton (Canadá), con un salto de 1,89 metros.
Entre 2011 y 2017 se produce un parón importante en su carrera, decidiendo apearse de varias competiciones y no inscribiéndose en varios torneos nacionales en los que podía tener oportunidades de mejorar sus propias marcas. Pero ello no impidió que lograse algún que otro récord, como el de Ancona en 2017, que le valió el título de campeona nacional en pista cubierta de salto al conseguir el 18 de febrero de 2017 un salto de 1,87 metros. Salvo ocasiones contadas, pasó bastante desapercibida hasta 2018, cuando retomaría, con 26 años, su carrera como saltadora.
En 2018, en el Campeonato Europeo de Atletismo de Berlín quedaba decimoquinta en la clasificación, al no mejorar un salto de 1,86 metros. Posteriormente estuvo muy activa en la Liga de Diamante, participando en tres de los eventos de la misma, con resultados casi parejos y a las puertas del podio: un cuarto puesto en Roma (1,94 m) y sendos quintos puestos en País (1,94 m) y Zúrich (1,85 m). Al año siguiente, en Glasgow, en el Campeonato Europeo de Atletismo en Pista Cubierta no pasaba de la fase clasificatoria, con un modesto decimoséptimo puesto con una marca de 1,89 metros. Más adelante volvió a participar en tres pruebas de la Liga de Diamante, volviendo a quedarse lejos de los puestos altos de la clasificación. Acabaría el año viajando a Doha para participar en el Campeonato Mundial de Atletismo, donde no pudo cambiar la dinámica deportiva de los últimos meses, rememorando una decimoséptima plaza pese a mejorar su salto, llegando al 1,90.
En 2020, año que complicó la carrera deportiva de muchos profesionales, en todas las especialidades debido a la pandemia por el coronavirus, las participaciones de Vallortigara se vieron bastantes reducidas, con algunas pruebas de la Liga de Diamante también suspendidas a medida que avanzaban los meses. Sí que pudo participar en la prueba italiana que se celebraba en Roma, en la Golden Gala, donde realizaría un salto de altura de 1,80 metros, lo que le permitió quedar séptima en la clasificación final, marca bastante lejana del 1,98 m de la ucraniana Yulia Lévchenko.

## Resultados

### Por temporada
| Representando a Italia | Representando a Italia                            | Representando a Italia | Representando a Italia | Representando a Italia | Representando a Italia |
| ---------------------- | ------------------------------------------------- | ---------------------- | ---------------------- | ---------------------- | ---------------------- |
| Año                    | Competición                                       | Lugar                  | Puesto                 | Marca                  |                        |
| 2009                   | Campeonato Europeo de Atletismo Sub-20            | Novi Sad               | 4.ª                    | 1,87 m                 |                        |
| 2010                   | Campeonato Mundial Junior de Atletismo            | Moncton                | 3.ª                    | 1,89 m                 |                        |
| 2018                   | Campeonato Europeo de Atletismo                   | Berlín                 | 15.ª                   | 1,86 m                 |                        |
| 2018                   | Liga de Diamante - Golden Gala                    | Roma                   | 4.ª                    | 1,94 m                 |                        |
| 2018                   | Liga de Diamante - Meeting de París               | París                  | 5.ª                    | 1,94 m                 |                        |
| 2018                   | Liga de Diamante - Weltklasse Zürich              | Zúrich                 | 5.ª                    | 1,85 m                 |                        |
| 2019                   | Campeonato Europeo de Atletismo en Pista Cubierta | Glasgow                | 17.ª                   | 1,89 m                 |                        |
| 2019                   | Liga de Diamante - Doha Diamond League            | Doha                   | 7.ª                    | 1,85 m                 |                        |
| 2019                   | Liga de Diamante - BAUHAUS-galan                  | Estocolmo              | 7.ª                    | 1,78 m                 |                        |
| 2019                   | Liga de Diamante - AG Memorial Van Damme          | Bruselas               | 12.ª                   | 1,85 m                 |                        |
| 2019                   | Campeonato Mundial de Atletismo                   | Doha                   | 17.ª                   | 1,90 m                 |                        |
| 2020                   | Liga de Diamante - Golden Gala                    | Roma                   | 7.ª                    | 1,80 m                 |                        |
| 2021                   | Campeonato Europeo de Atletismo en Pista Cubierta | Toruń                  | 14.ª (Q)               | 1,87 m                 |                        |
| 2022                   | Campeonato Mundial de Atletismo en Pista Cubierta | Belgrado               | 6.ª                    | 1,92 m                 |                        |
| 2022                   | Campeonato Mundial de Atletismo                   | Eugene                 | 3.ª                    | 2,00 m                 |                        |
| 2022                   | Campeonato Europeo de Atletismo                   | Múnich                 | 9.ª                    | 1,86 m                 |                        |
| 2023                   | Campeonato Europeo de Atletismo en Pista Cubierta | Estambul               | 15.ª (Q)               | 1,82 m                 |                        |

### Mejores marcas
| Disciplina                       | Marca  | Lugar   | Fecha                 |
| -------------------------------- | ------ | ------- | --------------------- |
| Salto de altura (pista interior) | 1,96 m | Ancona  | 23 de febrero de 2020 |
| Salto de altura (exterior)       | 2,02 m | Londres | 22 de julio de 2018   |